# Лук'яненко Григорій Олександрович

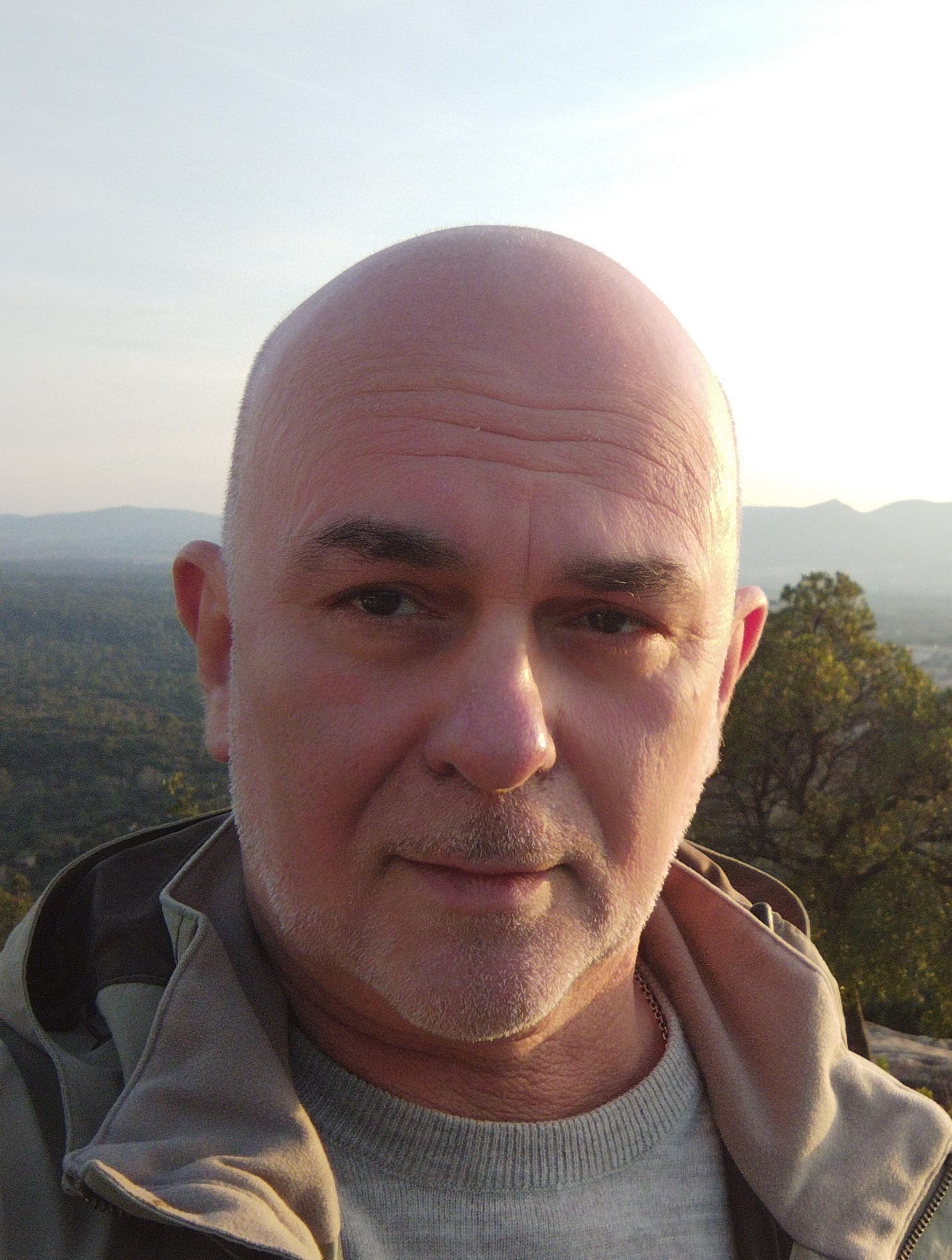

Лук'яненко Григорій Олександрович (* 1959, Київ) — український музикант (гітарист, композитор, аранжувальник, звукорежисер, продюсер, автор-виконавець). 
Освіта: 
КДІК ім. О.Є.Корнійчука, м.Київ,(спеціалізація: керівник народного хору), 1982 
Львівська державна консерваторія ім. М.В.Лисенка (спеціалізація: викладач, коцертний виконавець (гітара), композиція), 1989
Робота:  
1978 - 1990 - Працював викладачем у музичних школах м.Києва. Брав участь у різноманітних музичних колективах: дуетах, тріо, квартетах, рок-гуртах, струнному квінтеті, камерних естрадно-симфонічних оркестрах. 
Виступає з сольними програмами класичних та авторських творів для гітари.
Багаторічний учасник гурту «Рутенія» (1990—1992); (2002—дотепер).
Учасник гурту «Вій» — 1995—1998.
Учасник гурту «Ворождень» — 2003—2004.
Учасник проекту ШиБаЛукКа (Сергій Шишкін, Олег Баковський, Григорій Лук'яненко, Василь Карапулько) - 2010 - 2015
Ініціатор та організатор щорічного фестивалю патріотичної пісні в Україні «Рутенія» 
( 2009 - 2019 ).
Григорій Лук'яненко є автором музичних творів для гітари-соло, дуету гітар, фортепіано, кларнета, саксофона, струнного квартета, камерного оркестра, аранжувань до альбомів авторів — виконавців та рок—гуртів, музики до театральних постановок та кінофільмів.
Автор і звукорежисер музичного і шумового оформлення казок Олександра Власюка (Лірника Сашка).
Як звукорежисер і продюсер записав близько 50 різножанрових аудіоальбомів авторів-виконавців і гуртів.
Продюсер альбомів гурту «Рутенія» - 
«Легіонер. Дорогами війни та кохання», 2001 
«Неопалима купина», 2007, 
«А серце — за Вкраїну», 2009 
«Хто живий», 2011, 
«Життя триває, точиться війна», 2015, 
«Бодгісаттва», 2018.
Як музичний редактор і звукорежисер озвучив ряд фільмів проекту «Жива УПА».
```
Автор відомої пісні на слова Анатолія Лупиноса «Життя триває, точиться війна».
```

Учасник фестивалів: «Червона рута» — 1991(Запоріжжя), «Країна мрій» (Київ), «Срібна підкова» (Львів),також член журі), «Сліва-Фест» (Київ), «Sevama» (Київ), «Розкуття» (Хмельницький), «Відкриті небеса» (Київ), «Тустань», циклу концертів «Вечори співаного слова» у Національній спілці письменників України, циклу концертів «Фрески у Залєскі» (Луцьк).
Автор пісень на слова українських авторів та на власні тексти.
2009 р. - записав і випустив альбом власних творів для гітари — «Пори року».
2019 - 2021 - створив і записав два альбоми дитячих пісень на слова українських письменників, і на власні тексти (у співавторстві з донькою Мар'яною). Альбом 1- "Мама, тато, баба, дід",   Альбом 2 - "До-ре мі-фа-соль-ля-сі". 
2017 - 2022 - автор збірки дитячих кумедних віршів (у співавторстві з донькою Мар'яною).
2017 - 2019 - автор збірки дитячих скоромовок (у співавторстві з донькою Мар'яною).
2017 - 2019 - автор  української дитячої абетки (у співавторстві з донькою Мар'яною).
2017 - 2024 - автор трьох дитячих настільних карткових ігор за мотивами українських казок: — «Колобок», «Рукавичка», і «Квітка папороті» (у співавторстві з донькою Мар'яною).
Член комітету захисту української мови.